# 錢振先
錢振先（1599年—1645年），字其若，號凝菴，直隶常州府无锡县民籍。明朝政治人物。

## 生平
萬曆己亥九月十四日生。顾宪成识之童子中。天启四年（1624年）甲子鄉試四名，崇禎四年（1631年）辛未會試一百二十八名，二甲五十二名，户部觀政，六年癸酉授南兵部車駕司主事，八年乙亥調用，十三年庚辰升南光禄寺丞。历官金华府知府。以忧归。在东林，与马世奇、龚廷祥以学问、名节相砥砺。申酉之际，避地湖州。清兵至，投苕溪死。

## 家族
曾祖槐，祖灼，父学礼，庠生。

## 引用
1. ↑  《无锡县志》
2. ↑  《崇禎四年辛未科進士三代履歴》：钱振先，凝菴，诗二房，己亥九月十四日生，无锡人。甲子四名，会一百二十八，二甲五十二名，户部政，癸酉授南兵部车驾司主事，乙亥调用，庚辰授南光禄寺丞，己酉转正。曾祖槐，祖灼，父学礼，庠生。